# Laudivio Zacchia
Laudivio Zacchia (Vezzano Ligure, 1565 – Roma, 30 agosto 1637) è stato un cardinale e vescovo cattolico italiano.

## Biografia
Nacque nel 1565 a Vezzano nell'attuale provincia di La Spezia. Era di famiglia patrizia genovese, figlio di Gaspare e Veronica de Nobili, dei Signori di Vezzano, e fratello minore di Paolo Emilio anch'egli cardinale.
Studiò presso l'Università di Pisa, dove conseguì un dottorato in legge. Sposò Laura Biassa de Nobili dalla quale ebbe due figli, un maschio e una femmina.
Dopo la morte della moglie, lasciò Vezzano per Roma, dove il fratello era stato nominato cardinale. Lavorò nella Curia romana ricevendo in seguito gli ordini sacri.
Nel 1605 fu eletto vescovo di Montefiascone e Corneto, succedendo allo stesso fratello.
Fu poi nunzio a Venezia dal 12 maggio 1621 al 16 dicembre 1623.
Papa Urbano VIII lo elevò al rango cardinalizio nel concistoro del 19 gennaio 1626. Il 9 febbraio ricevette la berretta rossa con il titolo di cardinale presbitero di san Sisto. Nel 1629 optò per il titolo di san Pietro in Vincoli.
Si dimise dal governo della diocesi nel 1630 a favore del nipote Gasparo Cecchinelli. Fu protettore della Repubblica di Genova dal 1631 alla morte.
Nominato inquisitore generale della Chiesa, specialmente deputato per l'eresia, fece parte del collegio inquirente contro Galileo Galilei, tuttavia non sottoscrisse la sentenza del 22 giugno 1633.
Morì a Roma il 30 agosto 1637. Fu sepolto nella Basilica di Santa Maria sopra Minerva, nella cappella di san Domenico.

## Genealogia episcopale e successione apostolica
La genealogia episcopale è:
- Cardinale Guillaume d'Estouteville, O.S.B.Clun.
- Papa Sisto IV
- Papa Giulio II
- Cardinale Raffaele Sansone Riario
- Papa Leone X
- Papa Paolo III
- Cardinale Francesco Pisani
- Cardinale Alfonso Gesualdo di Conza
- Papa Clemente VIII
- Cardinale Pietro Aldobrandini
- Cardinale Laudivio Zacchia

La successione apostolica è:
- Cardinale Antonio Barberini, O.F.M.Cap. (1625)
- Papa Innocenzo X (1626)
- Vescovo Lorenzo Tramalli (1626)
- Vescovo Gian Gaspare Melis (1626)
- Arcivescovo Antonio Lambardi (1627)
- Arcivescovo Ranuccio Scotti Douglas (1627)
- Vescovo Giovanni Battista Deti (1627)
- Vescovo Filippo Crinò (1629)
- Vescovo Domenico Ferro (1629)
- Vescovo Giovanni Francesco Passionei (1629)
- Vescovo Gasparo Cecchinelli (1630)
- Arcivescovo Martín de León Cárdenas, O.S.A. (1630)
- Arcivescovo Tommaso Ariconi, C.R. (1630)
- Vescovo Alessandro Vittrici (1632)